# Arecibo-observatoriet
Arecibo-observatoriet var ett radioteleskop sju kilometer sydväst om Arecibo i Puerto Rico. Observatoriet förvaltas och drivs av sedan 2011 av SRI International, USRA och UMET i samarbete med National Science Foundation. Observatoriet och den personal som driver det kallas även för det Nationella Astronomi- och Jonosfärscentret (NAIC). Från dess att observatoriet byggdes på 1960-talet fram till 2011, förvaltades och drevs observatoriet av Cornelluniversitetet.
Observatoriet är med en diameter av 305 meter världens näst största radioteleskop och används huvudsakligen inom radioastronomi, aeronomi, och radarastronomi. Forskare och andra som vill använda teleskopet för forskning lämnar in sina förslag som utvärderas av en vetenskapligt oberoende styrelse.
Arecibo-observatoriet har varit med i flera film- och TV-produktioner, bland annat i filmerna Goldeneye och Kontakt, och blev 1999 mer allmänt känt när det började samla in data för SETI@home-projektet. 2008 blev observatoriet listat i både USA:s officiella lista över kulturellt viktiga platser och National Park Service. 2001 blev observatoriet även utmärkt som en milstolpe för IEEE.
Under sommaren 2020 skadades teleskopet då en kabel gick av. Den fallande kabeln landade på huvudreflektorn och skapade en stor reva i denna. På grund av detta var teleskopet tvunget att tas ur drift. I november 2020 brast ytterligare en kabel så man beslutade att genomföra en kontrollerad rivning av anläggningen av säkerhetsskäl. Den 1 december klockan 7.55 lokal tid (AST) rasade teleskopet helt innan rivningen kunde påbörjas. Inga människor skadades.

## Angel Ramos besökscenter
1997 invigdes Angel Ramos Foundation Visitor Center, ett besökscenter som bland annat tillhandahåller interaktiva utställningar om radioteleskopet, astronomi och atmosfärsvetenskap. Centret är uppkallat efter Angel Ramos Foundation, en stiftelse som hedrar Angel Ramos, ägare av nyhetstidningen El Mundo och grundare av Telemundo. Uppförandet av besökscentret har till hälften finansierats av stiftelsen och till hälften av privata donationer samt av Cornell Universitetet. Besökscentret är normalt öppet onsdag-söndag, men håller även öppet många helgdagar och skollov. Att besöka centret kostar ca 70 kr för vuxna och 40 kr för pensionärer och barn under 10 år.
Besökscentret erbjuder tillsammans med Caribbean Astronomical Society ett flertal "astronomiska nätter" under året för samtal om exoplaneter, astronomiska fenomen och andra upptäckter såsom kometen ISON. Huvudsyftet med samtalen har varit att öka allmänhetens intresse för astronomi, forskning vid observatoriet och rymdsträvanden.

## Allmän information
Radioteleskopets huvudskål ger en mycket stor insamlingskapacitet för elektromagnetiska vågor. Skålen är byggd i en fördjupning skapad av ett slukhål, och består av 38 778 perforerade aluminiumpaneler (var och en ca 1x2 meter) som stöds av ett nät av stålkablar. Diametern är 305 meter vilket gör den till världens näst största böjda fokuserade skål på jorden, efter FAST i Kina, som invigdes 2016.

## Källhänvisningar
1. ↑  Bhattacharjee, Yudhijit (20 maj 2011). ”New Consortium to Run Arecibo Observatory”. Science. Arkiverad från originalet den 21 januari 2012. https://web.archive.org/web/20120121160033/http://news.sciencemag.org/scienceinsider/2011/05/new-consortium-to-run-arecibo-ob.html. Läst 11 januari 2012.
2. ↑  ”Puerto Rico's Arecibo Radio Telescope Damaged By Falling Cable” (på engelska). NPR.org. https://www.npr.org/2020/08/12/901920638/puerto-ricos-arecibo-radio-telescope-damaged-by-falling-cable. Läst 16 augusti 2020.
3. ↑  ”Iconic Puerto Rico telescope to be dismantled amid collapse fears” (på engelska). https://www.bbc.com/news/science-environment-55008567. Läst 20 november 2020.
4. ↑  
”Arecibo Observatory’s 305-meter telescope suffers collapse” (på engelska). https://www.nsf.gov/news/news_summ.jsp?org=NSF&cntn_id=301737&preview=false. Läst 2 december 2020.
5. ↑  ”Ángel Ramos Foundation Visitor's Center Schedule and Hours”. Arkiverad från originalet den januari 6, 2013. https://web.archive.org/web/20130106095641/http://www.naic.edu/general/index.php?option=com_content&view=article&id=162%3Avc-description&catid=107&Itemid=638. Läst 21 april 2012.